# Gian Nicola Pinotti
Gian Nicola Pinotti (Calendasco, 5 marzo 1947 – Cesena, 26 marzo 2010) è stato un calciatore e allenatore di calcio italiano, di ruolo portiere.

## Biografia
È morto nel 2010 all'età di 63 anni, in seguito a una breve malattia.

## Carriera

### Giocatore
Dopo gli esordi nel San Nicolò, nel 1961 passa alle giovanili del Piacenza, con cui esordisce diciottenne, in Serie C, disputando le ultime tre partite del campionato di Serie C 1964-1965. Nella stagione successiva si alterna a Pietro Tappani a difesa della porta piacentina, disputando 18 partite e mettendosi in luce come elemento promettente. Nel 1966 passa al Foggia, per 10 milioni più il cartellino del portiere Sergio Notarnicola: con i satanelli esordisce in Serie A, il 24 dicembre 1966 nella sconfitta per 3-2 sul campo del Napoli, e colleziona 10 presenze, nonostante la concorrenza interna di Giuseppe Moschioni e Ballerini. A fine stagione la squadra retrocede in Serie B, e Pinotti si ritaglia uno spazio maggiore ottenendo il posto da titolare nella stagione 1968-1969, quando i pugliesi arrivano in finale di Coppa Italia.

Pinotti (in piedi, terzo da destra) al Novara nella stagione 1972-1973

Nel 1969 viene acquistato dal Torino per 180 milioni, giocando per una stagione in alternanza a Franco Sattolo dopo la cessione di Lido Vieri. Il rendimento dei due portieri non viene ritenuto accettabile, e nel 1970 i granata acquistano dal Monza Luciano Castellini, mandando in Brianza come contropartita proprio Pinotti. Nel Monza non riesce a imporsi come titolare, e a fine stagione i granata ne riscattano la comproprietà. Disputa una stagione al Torino come terzo portiere (dietro Castellini e Sattolo), e quindi si trasferisce definitivamente al Novara, con cui disputa tre stagioni consecutive in Serie B.
Nel 1975 viene ceduto all'Avellino, dove rimane per due stagioni alternandosi a Renato Marson e conquistando due salvezze sotto la guida di Corrado Viciani e Giuseppe Baldini. Si trasferisce quindi al Pescara, neopromosso in Serie A: ormai trentenne, disputa una stagione come riserva di Massimo Piloni. Dopo la retrocessione rimane in Abruzzo per altre due stagioni, contribuendo alla seconda promozione degli adriatici al termine del campionato 1978-1979 e disputando il suo ultimo campionato di massima serie nella stagione 1979-1980. Nel 1980, dopo la seconda retrocessione, non viene riconfermato e a 33 anni va a chiudere la carriera laddove l'aveva iniziata, al Piacenza, disputando due campionati di Serie C1 conclusi con altrettante salvezze.
In carriera ha totalizzato complessivamente 41 presenze in Serie A e 250 in Serie B.

### Allenatore
Terminata la carriera di calciatore ha allenato il San Nicolò nella stagione 1982-1983. A partire dagli anni Novanta ha lavorato come vice allenatore e allenatore dei portieri, sempre nello staff di Gigi Cagni in varie squadre: prima Piacenza, poi Verona, Genoa, Salernitana, Sampdoria e Catanzaro.